# Pocillopora
A Pocillopora a virágállatok (Anthozoa) osztályának kőkorallok (Scleractinia) rendjébe, ezen belül a Pocilloporidae családjába tartozó nem.
Családjának a típusneme.

## Rendszerezés
A nembe az alábbi 22 faj tartozik:
- Pocillopora acuta Lamarck, 1816 - típusfaj
- Pocillopora aliciae Schmidt-Roach, Miller & Andreakis, 2013
- Pocillopora ankeli Scheer & Pillai, 1974
- Pocillopora bairdi Schmidt-Roach, 2014
- Pocillopora brevicornis Lamarck, 1816
- Pocillopora capitata Verrill, 1864
- Pocillopora damicornis (Linnaeus, 1758)
- Pocillopora effusa Veron, 2000
- Pocillopora elegans Dana, 1846
- Pocillopora fungiformis Veron, 2000
- Pocillopora grandis Dana, 1846
- Pocillopora indiania Veron, 2000
- Pocillopora inflata Glynn, 1999
- Pocillopora kelleheri Veron, 2000
- Pocillopora ligulata Dana, 1846
- Pocillopora mauritiana Brüggemann, 1877
- Pocillopora meandrina Dana, 1846
- Pocillopora molokensis Vaughan, 1907
- Pocillopora septata Gardiner, 1897
- Pocillopora verrucosa (Ellis & Solander, 1786)
- Pocillopora woodjonesi Vaughan, 1918
- Pocillopora zelli Veron, 2000

Az alábbi taxonok, csak nomen dubium, azaz „kétséges név” szinten szerepelnek:
- Pocillopora aspera Verrill, 1870
- Pocillopora clavaria Ehrenberg, 1834
- Pocillopora frondosa Verrill, 1870
- Pocillopora gracilis Verrill, 1870
- Pocillopora informis Dana, 1846
- Pocillopora lacera Verrill, 1870
- Pocillopora modumanensis Vaughan, 1907
- Pocillopora paucistellata Quelch, 1886
- Pocillopora plicata Dana, 1846
- Pocillopora pulchella Brüggemann, 1879
- Pocillopora ramiculosa Verrill, 1864
- Pocillopora solida Quelch, 1886
- Pocillopora squarrosa Dana, 1846
- Pocillopora stellata Verrill, 1864
- Pocillopora suffruticosa Verrill, 1864